# Asphondylia pattersoni
Asphondylia pattersoni är en tvåvingeart som beskrevs av Ephraim Porter Felt 1911. Asphondylia pattersoni ingår i släktet Asphondylia och familjen gallmyggor. Inga underarter finns listade i Catalogue of Life.